# Michel Korzec
Michel Korzec (in Polen: Michal Korzec) (Lodz, 12 mei 1945 − Podkowa Lesna, 10 februari 2018) was een Pools-Nederlands natuurkundige, socioloog, politicoloog, journalist en schrijver, en een van de oprichters van Dolle Mina.

## Biografie
Michel Korzec werd geboren in Polen en is van Joodse afkomst. Zijn vader was een leider van de opstand in het getto van Białystok. Hij vertrok met zijn ouders in de jaren 1950 uit Polen wegens het antisemitisme, hij aanvankelijk vanaf 1956 met zijn moeder naar Parijs; in 1958 trok het gezin, inmiddels verenigd met vader en andere broer, naar Tilburg waar zijn vader een baan in de textielindustrie kreeg. Hij deed examen aan de HBS te Tilburg en kandidaatsexamen natuurkunde aan de Universiteit van Amsterdam. Sinds 1965 bezat hij ook de Nederlandse nationaliteit.
Korzec was feminist, en was in het najaar van 1969 een van de oprichters van Dolle Mina, samen met zijn broer, Alex Korzec (later psychiater), Dunya Verwey en Rita Hendriks.
In 1988 promoveerde hij aan de Universiteit van Amsterdam op Labour and the economy of solidarity in the People's Republic of China. In 1989 was hij docent in Beijing en maakte van dichtbij de opstand mee op het Plein van de Hemelse Vrede.
Hij was gehuwd met een vrouw van Taiwanese afkomst met wie hij een zoon kreeg.
Hij was verbonden aan de Universiteit van Amsterdam en doceerde tot 1997 politieke wetenschappen aan de Universiteit Leiden; hij doceerde tevens Chinese economie aan de universiteit van Leuven. Daarna was hij hoogleraar aan de universiteit van Warschau, net als zijn toenmalige, tweede vrouw, sociologe prof. dr. Jadwiga Staniszkis van wie hij in 2010 scheidde.
Behalve met feminisme, hield hij zich ook bezig met mensenrechten, China, de Palestijnse zaak, en, na de val van het IJzeren Gordijn, met Polen waarnaar hij terugkeerde. Hij publiceerde veel artikelen (voor Haagse Post, De Volkskrant, Elsevier, Intermediair, Intermagazine en Playboy), polemieken en boeken.
In 1992 kwam hij in conflict met Selma Leydesdorff over wie de term 'Dolle Mina' had bedacht, hetgeen uitmondde in een rechtszaak die door Korzec werd verloren: de rechtbank achtte bewezen dat hij haar onnodig had beledigd en haar goede naam had aangetast in een stuk dat was gepubliceerd in HP/De Tijd inzake haar  hoogleraarsbenoeming, die naar zijn mening onterecht was.
In 1995 werd een tekst van hem gekozen voor het vwo-examen Nederlands waarover ophef opstond omdat hij daarbij mensenrechtorganisaties als Amnesty International hekelde. In datzelfde jaar vertrok hij naar Polen.
Korzec overleed in zijn geboorteland in 2018 op 72-jarige leeftijd.